# Morgul
Morgul je norská black metalová kapela založená roku 1991 na předměstí Råde hlavního města Oslo multiinstrumentalistou s pseudonymem Jack D. Ripper, kterého doplňoval bubeník Hex. V roce 1994 vyšlo první demo Vargvinter. Debutní studiové album Lost in Shadows Grey vyšlo v roce 1997.

## Diskografie

### Dema
- Vargvinter (1994)
- In Gowns Flowing Wide (1995)

### Studiová alba
- Lost in Shadows Grey (1997)
- Parody of the Mass (1998)
- The Horror Grandeur (2000)
- Sketch of Supposed Murderer (2001)
- All Dead Here... (2005)